# Francisco de Zurbarán

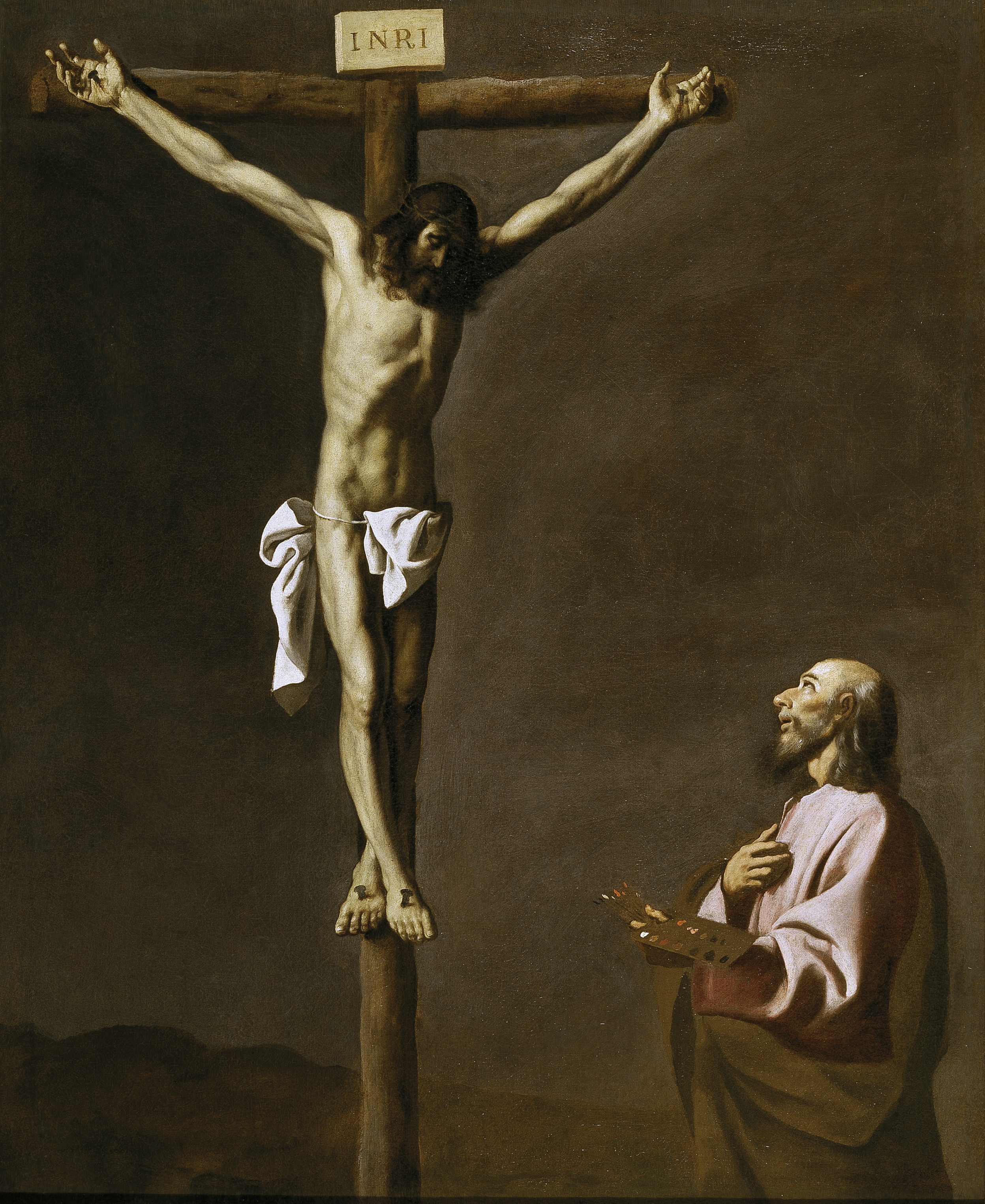
Der Gekreuzigte wird vom hl. Lukas gemalt. Im Evangelisten vermutet man selbstbildnishafte Züge Zurbaráns (um 1660, Prado)

Francisco de Zurbarán (getauft 7. November 1598 in Fuente de Cantos in der Extremadura; † 27. August 1664 in Madrid) war ein spanischer Maler aus dem Goldenen Zeitalter („Siglo de Oro“) iberischer Barockkunst. Er malte vor allem Andachtsbilder und Heiligenviten und stand mit der asketischen Strenge seiner Bilder ganz auf der Linie seiner meist kirchlichen Auftraggeber. Da Ordensleute breiten Raum in seinem Werk einnehmen, bezeichnet man ihn zuweilen als „Maler der Mönche“.

## Leben

### Jugend und Ausbildung
Francisco de Zurbarán wurde am 7. November 1598 als jüngster Sohn des Kaufmanns Luis de Zurbarán und dessen Ehefrau Isabel Márquez in Fuente de Cantos in der Extremadura geboren. Dort wurde er am selben Tag in der Kirche Nuestra Señora de la Granada getauft. Am 14. November 1599 erfolgte in derselben Kirche die Firmung von Francisco de Zurbarán und seinen Geschwistern María, Andrés, Agustín und Cristóbal. Die Familie Zurbarán war wohlhabend: Luis de Zurbaráns Geschäfte verliefen erfolgreich, er besaß mehrere Häuser im Zentrum von Fuente de Cantos und Sklaven. Ein Teil der Familie war vielleicht Mitte des 16. Jahrhunderts von Sevilla aus nach Peru gefahren, was die späteren Kontakte Francisco de Zurbaráns nach Amerika begründen könnte. Die Mutter Isabel Márquez stammte aus der Familie eines fahrenden Händlers. Francisco de Zurbarán benutzte nie den Familiennamen seiner Mutter, unterschrieb aber ab 1619 verschiedene Dokumente als Francisco de Zurbarán Salazar. Dies könnte auf eine baskische oder aristokratische Herkunft verweisen, da sich im 16. Jahrhundert in Bilbao die Adelsfamilien Zurbarán und Salazar verheiratet hatten.
Seine erste künstlerische Ausbildung erhielt Francisco de Zurbarán bei einem aus der Extremadura stammenden Schüler des Luis de Morales. Danach schickte ihn sein Vater nach Sevilla, dem nach Madrid bedeutendsten künstlerischen Zentrum Spaniens, wo er zum Maler ausgebildet werden sollte. Am 15. Januar 1614 unterzeichnete Zurbarán dort einen Vertrag über eine dreijährige Lehre in der Werkstatt des Malers Pedro Díaz de Villanueva. Von diesem Künstler, der ein Maler geistlicher Darstellungen war, ist kein Werk überliefert. Mit seinem Bruder, Jerónimo Velázquez, der Altarretabel entwarf und herstellte, arbeitete Zurbarán im Verlauf seiner Karriere wahrscheinlich mehrmals zusammen. Die Lehrzeit in Sevilla galt in der Forschung lange als wenig fruchtbar, jedoch belegen jüngere Studien, dass sie facettenreicher war als angenommen. So lernte Zurbarán mit Francisco de Herrera dem Älteren und Juan de Ruela bedeutende Vertreter des naturalistischen Stils in Sevilla kennen, hatte Kontakt zu seinen Zeitgenossen Diego Velázquez und Alonso Cano und begegnete dem Maler und bedeutenden Kunsttheoretiker Francisco Pacheco. Daneben erlernte Zurbarán wahrscheinlich die Bildhauerei, das farbige Fassen von Skulpturen sowie das Vergolden von Retabeln. Seine Ausbildung schloss Zurbarán 1617 ab.

### Niederlassung als Künstler in Llerena
Obwohl er nicht die von der Malerzunft Sevillas geforderte Prüfung abgelegt hatte, ließ sich Zurbarán 1617 als Maler geistlicher Motive in Llerena, einer bedeutenden Stadt in der Extremadura, nieder. Im Alter von 19 Jahren heiratete er dort im selben Jahr María Páez Jiménez, die neun Jahre älter war. Die Zurbarán-Biografin María Caturla hatte den sozialen Status der Familie der Ehefrau als niedrig eingestuft, während neuere Forschung deren angesehene soziale Stellung in Llerena belegt. Zudem gehörte María Páez Jiménez zur Familie des Kardinals von Toledo, Juan Martínez Silíceo.
Aus dieser Ehe gingen drei Kinder hervor: María, Juan und Isabel Paula. Die älteste Tochter wurde am 30. Januar 1620 gefirmt, am 19. Juli desselben Jahres der Sohn getauft. Die Taufe von Zurbaráns zweiter Tochter fand am 13. Juli 1623 in der Kirche San Santiago in Llerena statt. In diesem Jahr verstarb seine Ehefrau, deren Beerdigung am 7. September stattfand. Am 15. April 1624 wurde Júan de Zurbarán gefirmt.
Während über die familiären Verhältnisse Zurbaráns relativ viel bekannt ist, gibt es nur wenige Informationen über das künstlerische Schaffen in den frühen Jahren. Neben dem Entwurf für einen Brunnen für den Hauptplatz Llerenas im Auftrag der Stadtverwaltung aus dem Jahr 1618 sind in den Dokumenten nur mittlerweile als verschollen geltende Werke überliefert. So malte er im folgenden Jahr ein Gemälde für das Portal der dortigen Kirche Nuestra Señora de Villagarcia. Am 17. August 1622 erhielt er den Auftrag für ein Retabel in der Kirche Nuestra Señora del Rosario in seiner Geburtsstadt Fuente de Cantos, das die 15 Rosenkranzgeheimnisse zeigen sollte. Dieses Retabel sollte sowohl Gemälde als auch Skulpturen und Vergoldungen umfassen. Mit den bildhauerischen Aufgaben beauftragte Zurbarán einen Künstler aus Mérida, mit dem er sich die Summe von 2250 Reales teilte. Für die Stadt Fuente de Cantos fertigte Zurbarán zudem Aufbauten für eine Prozession in der Karwoche an. Am 10. August 1624 erhielt Zurbarán den Auftrag, die Skulptur des Gekreuzigten für das Kloster Nuestra Señora de la Merced in Azuaga, Badajoz zu fertigen.
Obwohl das Frühwerk unbekannt ist, gilt als sicher, dass Zurbarán zu dieser Zeit bereits eine bedeutende Werkstatt unterhielt und in der Region hohes Ansehen genossen haben muss. Drei Lehrlinge oder Gehilfen sind für die Zeit in Llerena in den Quellen nachweisbar: Bei Manuel Rodríguez handelte es sich um einen örtlichen Maler, während Juan Gerrera, ein Verwandter Zurbaráns, und Diego Muñoz Naranjo, der die gesamte Karriere Zurbaráns begleitete, jung in die Werkstatt eintraten und dem Meister 1626 nach Sevilla folgen sollten. Zurbarán heiratete 1625 zum zweiten Mal, die ältere Witwe Beatriz de Morales. Sie stammte aus einer wohlhabenden Familie, die Verwandte in den Kolonien hatte. Im Dezember dieses Jahres ließ sich Zurbarán im Haus seiner Ehefrau an der Plaza Mayor in Llerena nieder. Die schnelle Heirat war geboten, da sowohl die Versorgung der Kinder als auch der Gehilfen und Lehrlinge in der Malerwerkstatt zu den Aufgaben der Frau des Meisters gehörten. Die einzige Tochter, die aus dieser Ehe hervorgehen sollte, verstarb im Kindesalter.

### Erste Aufträge in Sevilla
Im Jahr 1626 verlagerte sich Zurbaráns Karriere nach Sevilla, auch wenn er Bürger von Llerena blieb. Dies wurde unter anderem dadurch begünstigt, dass Lorenzo de Cárdenas, IX. Graf von Puebla del Maestre, der aus einer der vornehmsten Familien Llerenas stammte, das Amt des asistente von Sevilla, das etwa der Rolle eines Oberbürgermeisters entsprach, bekleidete. Zurbarán unterhielt über seine gesamte Karriere hinweg Kontakte zu dieser Familie. Am 17. Januar 1626 schloss Zurbarán mit Diego de Bordas, dem Prior des Dominikanerklosters San Pablo el Real in Sevilla, einen Vertrag über 21 Gemälde ab: 14 sollten Szenen aus dem Leben des heiligen Dominikus zeigen, vier die Kirchenlehrer und die letzten drei den heiligen Bonaventura, den heiligen Thomas von Aquin und den heiligen Dominikus zeigen sollten. Diese Serie schuf der Künstler innerhalb von acht Monaten für eine Vergütung von 4000 Reales. Sie markierte Zurbaráns endgültigen Durchbruch, da die Gemälde außerordentlich positiv aufgenommen wurden und ihn in der Folge fast alle Klöster der Stadt mit Aufträgen bedachten. 1627 malte Zurbarán ebenfalls für dieses Kloster den Gekreuzigten, der in der Sakristei aufgehängt wurde. Es handelt sich um das erste bekannte signierte und datierte Werk des Künstlers. Am 29. August 1628 erhielt Zurbarán anlässlich der Heiligsprechung von Petrus Nolascus vom Prior des Klosters Nuestra Señora de la Merced Calzada in Sevilla, Juan de Herrera, den Auftrag, 22 Gemälde mit Episoden aus dem Leben des Ordensgründers zu malen. Der Vertrag lief über ein Jahr und enthielt ein Honorar von 16.500 Reales. Dies bedeutete eine signifikante Steigerung zur vorherigen Bilderserie und Einkünfte, wie sie zu dieser Zeit etwa auch Francisco de Herrera der Ältere erhielt. Da Zurbarán immer noch in der Extremadura ansässig war, wo er eine bedeutende Werkstatt unterhielt, ließen er und seine Gehilfen sich für diesen Auftrag im Kloster nieder. Wahrscheinlich stellte er die bestellte Serie nicht vollständig fertig, kompensierte dies jedoch mit einem Heiligen Serapion für die Sala de Profundis, in der die Toten aufgebahrt wurden, und Gelehrtenporträts für die Bibliothek des Klosters. In dieser Zeit entstanden auch vier Gemälde für die Kirche des Franziskanerklosters San Buenaventura, die einen bei Herrera d. Ä. in Auftrag gegebenen Buenaventura-Zyklus vervollständigen sollten. Es waren mehr Bilder vorgesehen, die Gründe, warum es letztendlich nur vier wurden, sind nicht bekannt.

### Niederlassung in Sevilla
Am 29. August 1629 trug der Stadtrat Sevillas Zurbarán den Wunsch vor, er möge seinen Wohnsitz in die Stadt verlegen, um dort seine Tätigkeit fortzusetzen. Er entsprach dieser Bitte und ließ sich mit seiner Familie und den Gehilfen nahe der Kathedrale nieder. Im Folgejahr forderten die Maler Sevillas unter der Führung Alonso Canos, dass Zurbarán die für die Maler der Stadt verpflichtende Zunftprüfung ablegen solle. Dieser wies die Forderung zurück und konnte sich aufgrund seines Status als erfolgreicher Künstler, der zudem die Unterstützung des Stadtrats genoss, der Prüfung entziehen. Seinen ersten Vertrag als Einwohner der Stadt, in dem er auch als „Meistermaler“ bezeichnet wurde, schloss Zurbarán am 26. September 1629, der die Vergoldung und malerische Gestaltung eines Josef von Nazareth gewidmeten Altaraufsatzes für die Kirche des Klosters Santísima Trinidad Calzada in Sevilla umfasste. Dabei war er als Subunternehmer des Malers Pedro Calderón tätig und delegierte wohl den Großteil des Auftrags an seine Mitarbeiter. Das folgende Jahrzehnt bildete sowohl qualitativ als auch quantitativ den Schaffenshöhepunkt Zurbaráns, der zum einen mit seiner Werkstatt große Bilderzyklen für den heimischen und amerikanischen Markt produzierte, zum anderen aber auch zahlreiche eigenhändige Werke schuf.
Im Auftrag des Rates der Stadt malte Zurbarán 1630 eine Unbefleckte Empfängnis, die im unteren Rathaussaal aufgehängt wurde. Im Folgejahr schuf er Die Apotheose des heiligen Thomas von Aquin, die das größte Gemälde im Werk Zurbaráns ist und zum Retabel-Aufsatz des Hochaltars der Kirche des Dominikanerkollegs Santo Tomás bestimmt war. Im Rahmen dieses Auftrags arbeitete er mit dem Altarbauer Jerónimo Velázquez, dem jüngeren Bruder seines ehemaligen Meisters, zusammen. Im Jahr 1633 produzierte Zurbarán mit variierender Beteiligung seiner Werkstatt seine einzige bekannte Apostelgruppe, die im 19. Jahrhundert im Kloster São Vicente de Fora in Lissabon wiedergefunden wurde. Die Umstände des Auftrages sind unbekannt. Zwischen 1631 und 1634 schuf Zurbarán zahlreiche Andachtsbilder. So stammt aus dem Jahr 1631 die erste Version des Schweißtuchs der heiligen Veronika, ein Motiv, das er in den folgenden Jahren mehrmals wieder aufgriff. Gleiches gilt für das Agnus Dei, eines seiner bekanntesten Werke, das sowohl von Zurbarán selbst als auch in seiner Werkstatt vielfach kopiert wurde. Aus dieser Zeit stammen zudem die ersten Stillleben Zurbaráns wie zum Beispiel das Stillleben mit Zitronen, Orangen und einer Rose.

### Überregionale Erfolge
Aufgrund seiner Erfolge in Sevilla und eventuell auch auf Anregung von Gaspar de Guzmán, Conde de Olivares wurde Zurbarán im Jahr 1634 an den Madrider Hof geladen. Dort erhielt er den Auftrag für eine Bilderserie für den Saal der Königreiche (Salón de Reinos) im Palacio Buen Retiro, die sich mittlerweile – abgesehen von einem Verlust – in der Sammlung des Museo del Prado befindet. Zu dieser Serie gehören zehn Gemälde, welche die Heldentaten des Herakles zeigen. Es handelt sich um die einzigen bekannten Gemälde mit mythologischen Motiven im Schaffen Zurbaráns. Der königliche Auftrag wurde mit 1100 Dukaten entlohnt. Nach Abschluss der Arbeiten an diesen Gemälden kehrte Zurbarán schnell nach Sevilla zurück. Dennoch hatte der Aufenthalt am Hofe Philipps IV. Auswirkungen auf das Schaffen Zurbaráns, da dieser sowohl die italienische Sammlung des Königs studieren konnte als auch mit bedeutenden Malern seiner Epoche wie Diego Velázquez, Vicente Carducho, Juan Bautista del Maíno, Angelo Nardi, Eugenio Cajés und Antonio de Pereda in Kontakt kam. Diese Einflüsse bewirkten eine deutlich hellere Palette des Künstlers nach seiner Rückkehr, auch wenn er seine Formgebung weitestgehend beibehielt.
Für diese Zeit um die Mitte der 1630er-Jahre sind auch die ersten Handelskontakte mit der Neuen Welt nachweisbar, und somit früher, als die Forschung lange Zeit vermutet hatte. So gibt es Prozessakten aus dem Jahr 1640, in denen Zurbarán den Kapitän Diego de Mirafuentes auf Schadensersatz verklagt, da Gemälde, die für den Verkauf in Lima vorgesehen waren, auf der Überfahrt im Jahr 1636 beschädigt und somit unverkäuflich geworden waren. Frühe Handelskontakte mit den Kolonien erscheinen zudem aufgrund der familiären Verbindungen sowohl Zurbaráns als auch seiner ersten beiden Ehefrauen nicht unwahrscheinlich. Die Prozessakten geben darüber hinaus einen Einblick in die Werkstatt des Meisters, da die Gehilfen Ignacio de Ries, José Amable Durán Tineo, Diego Muñoz Naranjo und Alonso de Flores als Zeugen aufgeführt wurden. Aufgrund der Verluste aus diesem Unternehmen hatte Zurbarán 1638 Schwierigkeiten, die hohe Mitgift von 2000 Dukaten bei der Hochzeit seiner ältesten Tochter María zu zahlen.
Am 19. August 1636 erhielt Zurbarán den Auftrag für einen neuen Altaraufsatz für die Kirche Nuestra Señora de la Granada in Llerena, den er in erneuter Zusammenarbeit mit Jerónimo Velázquez schuf, wobei er die malerische Ausgestaltung übernahm. Zwar wurde dieser Altaraufsatz im 17. Jahrhundert entfernt, jedoch sind zwei Gemälde dieses Auftrages in der Kirche erhalten geblieben. Einen weiteren Auftrag für die künstlerische Gestaltung eines Hochaltars wurde Zurbarán am 26. Mai 1637 für die Kirche des Klosters La Encarnación in Arcos de la Frontera erteilt. Die sechs Gemälde dieses Retabels sind verschollen.
Im Gegensatz dazu sind fast alle Gemälde seiner beiden bedeutendsten Serien erhalten geblieben: 1638 und 1639 schuf Zurbarán eine Gemäldeserie für die Kartause Nuestra Señora de la Defensión in Jerez de la Frontera. Die Gemälde dieser vom Künstler eigenhändig ausgeführten und datierten Serie sind erhalten, befinden sich jedoch in verschiedenen Museen. Am 2. März 1639 schloss Zurbarán einen Vertrag mit Pater Felipe de Alcalá ab, der sieben Gemälde für die Sakristei des Klosters Guadelupe in Cáceres umfasste. Bei dieser Gemäldeserie handelt es sich um die einzige Zurbaráns, die sich noch an ihrem Bestimmungsort befindet. Das auf 1638 datierte Gemälde Die Messe des Paters Cabañuelas wurde wahrscheinlich vorab als Arbeitsprobe geliefert, die Zurbaráns Fähigkeit der Bearbeitung eines Zyklus ohne ikonografische Vorbilder, allein auf Vorgaben des Klosters basierend, nachweisen sollte. Für die restlichen sechs Gemälde wurde der 15. August 1639 als Lieferdatum vereinbart. Da es sich um großformatige Gemälde handelt, die zudem zeitgleich zum Auftrag für Jerez de la Frontera entstanden, muss man davon ausgehen, dass die Gehilfen der Werkstatt dabei mitwirkten, auch wenn die Werke bisher allein Zurbarán zugeschrieben wurden. Am 28. März 1639 wurde die zweite Ehefrau Zurbaráns in der Kirche La Magdalena in Sevilla beerdigt. Vermutungen, dass der Künstler in Folge dieses Verlustes in ein Kloster eintreten wollte, sind haltlos. In dieser Zeit pflegte Zurbarán seine Kontakte zum Hof. So schickte er seine besten Vergolder nach Madrid und wirkte auch an der Ausstattung des Schiffs Rey San Fernado mit, das Philipp IV. von der Stadt Sevilla als Geschenk erhielt.

### Werk in Sevilla
Auf die narrativen Zyklen der 1630er-Jahre folgten ab 1640 Bilderfolgen von Ordensgründern, den Aposteln und weiblichen Heiligen. Zwischen 1640 und 1650 vervielfacht sich die Produktion von Zurbarán und seiner Werkstatt. Dies lag in den vielen Aufträgen, unter anderem für den amerikanischen Markt, begründet. Für die Kolonien produzierte Zurbarán zwischen 1640 und 1645 die Serie legendärer Kämpfer, den Infanten von Lara, aber auch Zyklen der biblischen Patriarchen und römischer Cäsaren, für die er auf Stiche verschiedener europäischer Herkunft als Vorlagen zurückgriff. Daneben arbeitete er an Sujets wie der Unbefleckten Empfängnis, dem kindlichen Christus, dem Schweißtuch der Veronika und Darstellungen des hl. Franziskus. Weiterhin produzierte Zurbarán auch vereinzelt Stillleben, die als Meisterwerke gelten. Es ist jedoch zu konstatieren, dass er auf hohem Niveau stagnierte. Für die Jahre 1640 bis 1655 sind kaum datierte oder dokumentierte Werke überliefert.
Am 7. Februar 1644 heiratete Zurbarán die wohlhabende, junge Witwe Leonor de Tordera. Sie stammte aus einer Familie von Gold- und Silberschmieden. Ihre Brüder statteten sie mit einer Mitgift von 27.700 Reales aus, die derjenigen ihres Vaters bei ihrer ersten Heirat mit Diego de Sotomayor, der im mexikanischen Puebla umgekommen war. Mit dieser hatte er sechs Kinder, die zwischen 1645 und 1655 in der Pfarrkirche von Sagrario getauft wurden. Abgesehen von der 1650 geborenen María verstarben sie möglicherweise bereits als Kleinkinder. Im Jahr 1645 zogen Zurbarán und seine Frau in ein angemietetes Haus nahe der Kathedrale Sevillas, das zu den alten Palastgebäudes des Alcázars von Sevilla gehörte.
Am 22. Mai 1647 schloss er einen Vertrag mit dem Kapitän Juan de Valverde ab, der zehn Szenen aus dem Marienleben und 24 Gemälde von Jungfrauen umfasste. Diese Bilder, die an das Kloster La Encarnación in Lima geschickt wurden, vergütete man mit 2000 Pesos, 16.000 Reales. Alle Gemälde sind mittlerweile verschollen. Abgesehen vom Verkauf von Gemälden aus seiner Werkstatt handelte Zurbarán auch mit flämischen Landschaften und Malmaterialien, wie etwa eine Lieferung nach Buenos Aires im Jahr 1649 belegt. Neben dem Handel mit der Neuen Welt verfügte Zurbarán über gute Beziehungen zur lokalen Aristokratie und auch zu Vertretern des Hochadels, für die er immer wieder Aufträge ausführte. Dennoch wurde das Leben Zurbaráns in Sevilla aufgrund politischer und ökonomischer Veränderungen schwieriger. Zudem verstarb am 8. Juni 1649 Zurbaráns Sohn Juan, der seinem Vater im Atelier assistiert hatte und inzwischen ein begabter und eigenständiger Künstler war, während der großen Pestepidemie von Sevilla. Am 9. April 1650 wurde die Tochter Zurbaráns María Manuela getauft. Sie hat vielleicht als Modell für einige Gemälde, die Maria mit dem Christuskind zeigen, gedient. Um das Jahr 1650 herum arbeitete Zurbarán am Retabel für die Kapelle San Pedro in der Kathedrale von Sevilla. Die Gemälde dieses Auftrages sind am ursprünglichen Aufstellungsort erhalten geblieben. Um 1655 herum malte Zurbarán drei große Gemälde, die für die Sakristei der Kartause Santa Maria de las Cuevas in Sevilla bestimmt waren und sich mittlerweile in der Sammlung des Museo de Bellas Artes in Sevilla befinden. Insgesamt sind aber nur wenige signierte Arbeiten aus dieser schwierigen Periode bekannt. Laut dem Kirchenbuch der Kathedrale von Sevilla lebte die Familie Zurbarán in den Jahren 1656 bis 1658 in der Calle Abades. Die verschlechterte wirtschaftliche Situation war wahrscheinlich auch der Grund für den Umzug nach Madrid.

### Spätwerk in Madrid
Im Mai 1658 siedelte Zurbarán an den Hof in Madrid über, wo er vor allem Andachtsbilder für adelige Auftraggeber malte. Dieser Umzug war wohl mit der Hoffnung auf die Ernennung zum Pintor de Cámara, zum Hofmaler, verbunden. Aus diesem Jahr sind verschiedene kleinformatige, datierte und signierte Gemälde überliefert, die vielleicht zur Empfehlung in der neuen privaten Käuferklientel dienen sollten. Im Rahmen der Aufnahmeprüfung Diego Velázquez’ für den Santiagoorden legte Zurbarán gemeinsam mit Bartolomé Esteban Murillo, Alonso Cano und Juan Carreño de Miranda am 23. Dezember 1658 Zeugnis zu dessen Gunsten ab. In Madrid entwickelte sich Zurbarán zum Ende seines Lebens noch einmal künstlerisch weiter. Zwar folgte er nicht dem von Francisco de Herrera dem Älteren, Juan Carreño de Miranda und Francisco Rizi geprägten Barockstil des Hofes, nahm jedoch Einflüsse von Velázquez und aus der italienischen Malerei auf. Für Arbeiten in diesem Stil fand er in Madrid einen Absatzmarkt. Laut Palomino arbeitete Zurbarán auch erneut für den König. So vollendete er 1660 eine von Alonso Cano begonnene Dekoration für die Kapelle des Franziskanerklosters Santa María de Jesús in Alcalá de Henares, für die er zwei großformatige Gemälde schuf. Mit der Jungfrau Maria mit dem Jesuskind und dem heiligen Johannes malte Zurbarán 1662 sein letztes signiertes Bild. In dieser Zeit hatte er zunehmend finanzielle Probleme, die sich daraus ergaben, dass er Außenstände aus seinen Aufträgen und Exporten nicht eintreiben konnte. So schuldete er den Hieronymiten über drei Jahre Mietzins in Höhe von 8000 Reales. Er konnte 2000 Reales entrichten und bot den Mönchen an, 20 Gemälde nach ihren Vorgaben zu schaffen, falls er bis Ende 1659 die ausstehende Summe nicht begleichen könne. Darüber hinaus verschlechterte sich auch seine Gesundheit zunehmend. Am 26. August 1664, einen Tag vor seinem Tode, verfasste der Maler sein Testament, in dem er den Wunsch festhielt, im Kloster de los Agustinos Recoletos Descalzos in Madrid bestattet zu werden. Am 27. August 1664 starb Zurbarán in Madrid. Um die Kosten von Krankheit und Beisetzung zu finanzieren, verpfändete seine Frau Leonor de Tordera das Silber der Familie. Das Testament gibt über die finanzielle Situation des Künstlers Aufschluss: Er hatte keine Schulden und verfügte über Besitz, der sich nicht von dem seiner Standesgenossen unterschied. Als Erben waren Töchter aus erster Ehe, María und Isabel Paula, eingesetzt.

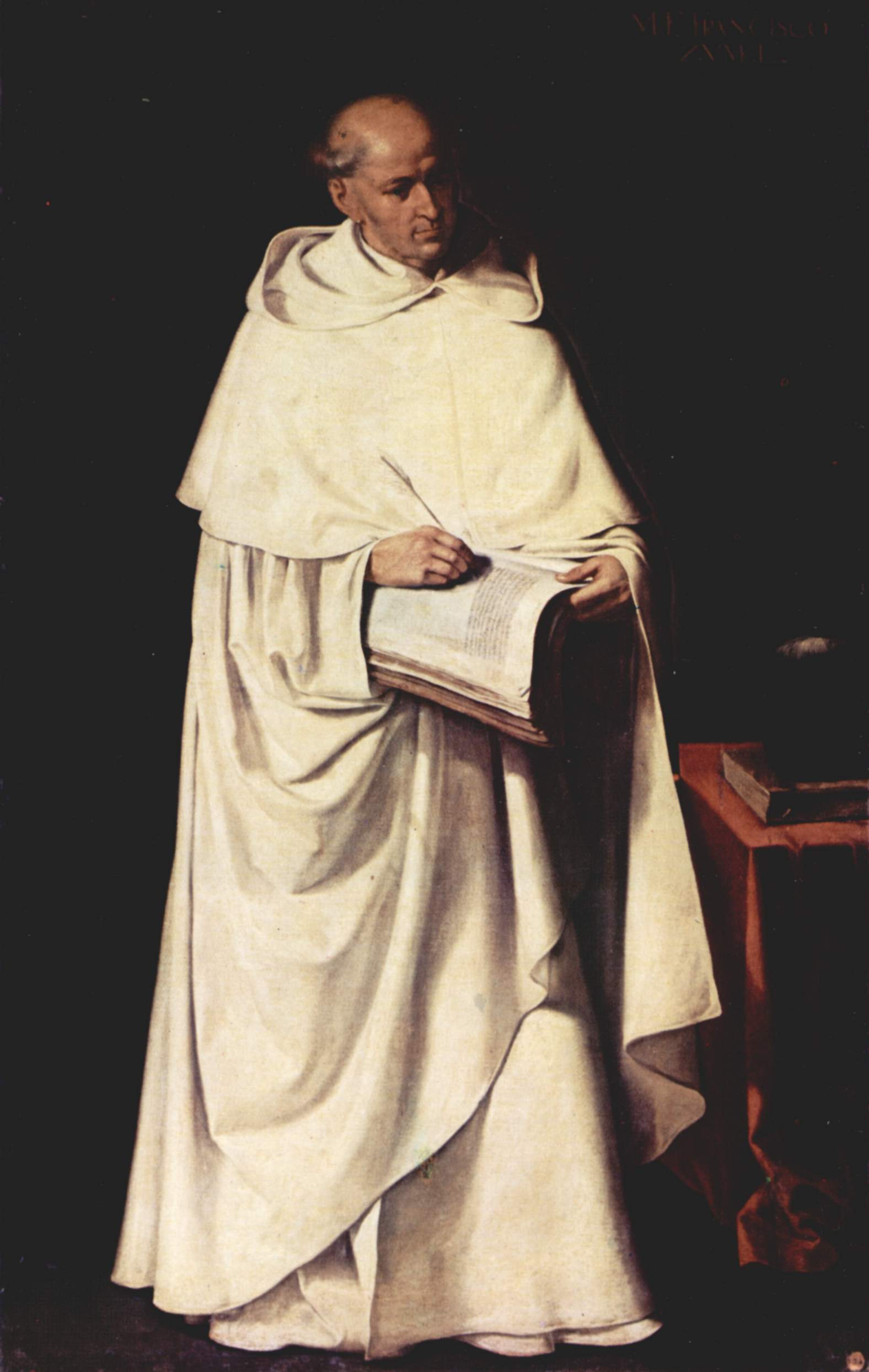
Porträt des Fra Francisco Zumel aus dem Mercedarierkloster Sevilla, 1633

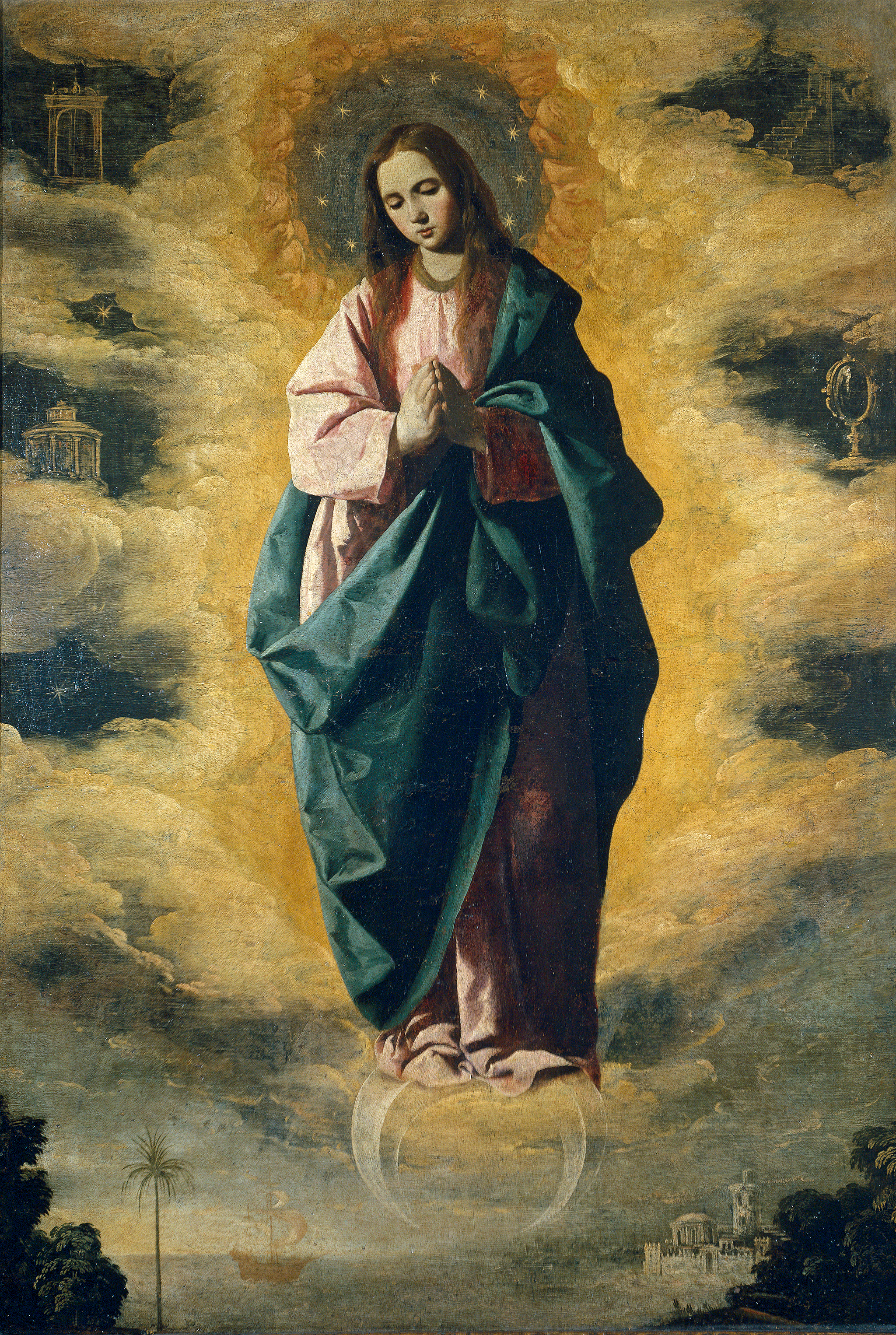
Unbefleckte Empfängnis, 1630–1635, Museo del Prado

## Bildthemen
Der Ruhm des Malers begann mit Gemäldefolgen, in denen Visionen und Legenden von Ordensleuten ausgebreitet wurden. In zyklischen Zusammenhängen stehen wiederholt auch seine ganzfigurigen, in steiles Hochformat gestellten Gestalten von Heiligen und Ordensleuten. Gelegentlich malt er auch unmittelbare Porträts nach dem Leben. Darstellungen des Hl. Franziskus. meist kniend in die meditative Betrachtung eines Totenschädels versunken, malte er seit den 1630er Jahren in über 50 Versionen. Die männlichen Bildnisse zeichnen sich durch monumentale Wirkung der sich voluminös aufbauschenden Gewänder aus, die weiblichen Heiligen sind vielfach in kostbare Stoffe gehüllt, die mit detailversessener Präzision wiedergegeben sind. Die Porträts und Heiligenfiguren kommen ohne allegorisches Beiwerk aus.
Der Bedarf spanischer Gotteshäuser an marianischen Themen war im Zeitalter der Gegenreformation unbegrenzt. Vor allem die Darstellung der Immaculata kehrt in allen Perioden seines Schaffens wieder. Dem Thema geschuldet hatte der Maler hier von den sonst bevorzugten dunklen Fonds abzuweichen und setzte die schwebende Gottesmutter vor zartrosa bis goldglühende, von schemenhaften Engeln bevölkerte Himmelshintergründe.
Wichtige Auftraggeber werden die Klöster des Kartäuserordens. Die Schutzmantelmadonna und zwei weitere große Gemälde liefert er für die Kartause von Santa María de las Cuevas, das Altarbild (1633) und einen Gemäldezyklus für die Kartause von Jerez (heute in Cadiz und Grenoble).
Profane Themen wie die Schlachtenszenen und mythologischen Sujets, die er 1634 für den König malte, bleiben eine Ausnahme in seinem Gesamtwerk.

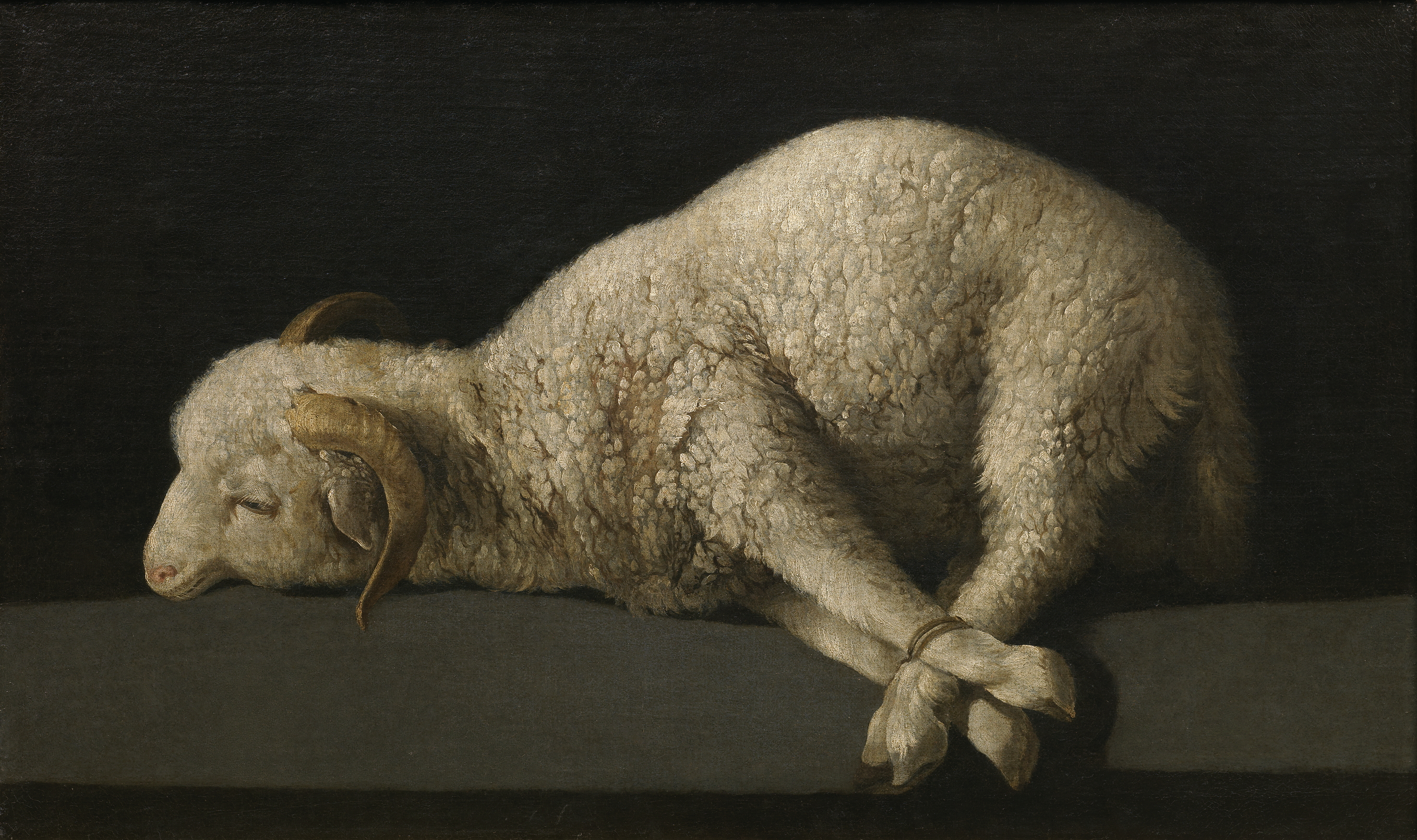
Agnus Dei, 1635–1640, Museo del Prado

Eine besondere Rolle spielt das Stillleben im Œuvre Zurbaráns. Zwar stammen nur wenige autonome „bodegones“ von seiner eigenen Hand. (In seiner großen Werkstatt hatte sich vielmehr sein früh verstorbener Sohn Juan (1620–1649) diesem Genre gewidmet). Doch fallen in verschiedenen großen Interieurs ausgesprochen stilllebenhaft arrangierte und fast hyperrealistisch gemalte Details auf. Den gleichen Eindruck nah gesehener Stofflichkeit machen die Gemälde des Schweisstuches der Hl. Veronika und des ganz realistisch als gefesselte Kreatur auf der Schlachtbank gegebene Lamm Gottes. In beiden Motivreihen zeigt sich die Fähigkeit des Malers zur konzentrierten Aussage und zum gezielten Einsatz seiner malerischen Mittel.
Aus der Benutzung druckgraphischer Vorlagen des 16. und 17. Jahrhunderts aus Italien und den Niederlanden (sein Nachlass enthielt eine große Sammlung solcher Stiche) hat man die geradezu vorbarocke, an den Manierismus erinnernde, nahezu „gotische“ Kompositionsweise erklären wollen.
In seinen letzten Lebensjahren, als die großen Aufträge nachließen, wurde die Ausgestaltung seiner Andachtsbilder erzählerischer, Szenen aus den Apokryphen und Details aus dem alltäglichen Leben traten hinzu und kamen so dem bürgerlichen Bildgeschmack entgegen (Jesuskind mit Dornenkrone, Die schlafende Maria als junges Mädchen, Der Aufbruch der Hl. Familie aus Ägypten).

## Stilentwicklung
Seine frühen Werke zeigen einen eigenen „kräftig-naturalistischen“ Stil, der sich auf starke Hell-Dunkel-Wirkungen (Tenebrismus) stützt. Darin war er Caravaggio und Ribera verwandt. Mit scharfen Konturen und harten Schatten erzielte er stark plastische Effekte, die seine Gewandfiguren wie monumentale Skulpturen wirken lassen.
Um die Mitte der 1630er Jahre milderte er die extremen Kontraste und ließ auch gleichmäßigere Lichtführung und leuchtendere Farben zu. Seine Figuren bleiben aber – bei aller malerischen Feinheit, aller Wirklichkeitsnähe und Eleganz der wiedergegebenen Textilien – eher von schwerfälliger Statuarik. Die Figuren stehen groß und unbewegt im Rahmen. So greifbar plastisch die voluminösen Gewandfiguren auch modelliert sind – sie zeigen eine Dreidimensionalität, die keine Entsprechung in der Rauminszenierung findet, etwa durch Tiefenstaffelung oder dramatische Bewegung. Darin unterscheidet sich Zurbarán von den meisten seiner niederländischen und italienischen Zeitgenossen.
Seine und seines Sohnes nüchterne Stillleben, in kaltem Licht fast unwirklich erscheinende Arrangements von Früchten und sparsamen Blüten, sind im Vergleich zu den üppigen Ensembles der niederländischen Zeitgenossen auffallend karg und asketisch. Landschaften spielen in seinen Bildern selten eine Rolle. Szenisch angereicherte Darstellungen beschränken sich, mit Ausnahme seines Spätwerks, fast ganz auf großformatige Auftragswerke wie die Schlachtenbilder und den Herkules-Zyklus, die er für das Schloss Buen Retiro Philipps IV. in Madrid schuf. In dieser Zeit hellt sich seine Palette, vielleicht unter dem Eindruck italienischer Bilder, die er in König Philipps Gemäldegalerie kennenlernte, weiter auf. Auch die Vorliebe des Kunstpublikums wandte sich seit der Jahrhundertmitte von der ernsten Auffassung und realistischen Malweise ab. Genrehaften Szenen in weicheren, „malerischen“ Konturen und lebendiger Farbigkeit, gehörte die Zukunft.
Zurbarán fehlte, um ihn mit anderen Hauptgestalten der südeuropäischen Barockmalerei zu vergleichen, die Dramatik eines Caravaggio (der ihn gleichwohl, wenn auch indirekt, stark beeinflusste) oder die höfische Eleganz des mit ihm gleichaltrigen Velázquez. Auch war er von der volkstümlichen Gefälligkeit und Sentimentalität, die der 20 Jahre jüngere Murillo in Sevilla pflegte, weit entfernt.

## Nachwirkungen
Eine nennenswerte Schule ist Zurbarán nicht gefolgt. Erst die Vorkämpfer der Moderne entdeckten ihn neu. Tagebuchnotizen von Eugène Delacroix belegen den großen Eindruck, den die von Napoleon aus Spanien entführten Gemälde auf den Wegbereiter des Impressionismus machten. 1838 wurde im Louvre eine Galerie Espagnole eingerichtet. Unter den 450 Gemälden befanden sich 80 von Zurbarán. Gustave Courbet, Paul Cézanne und Salvador Dalí beriefen sich auf ihn, Paula Modersohn-Becker zeichnete im Louvre vor seinen Bildern, und noch der Fluxus-Künstler Wolf Vostell, der sein Museo Vostell Malpartida nahe dem Geburtsort von Zurbarán in der Extremadura errichtete, war von dem Spanier tief beeindruckt.

## Werke (Auswahl)
Wenn nicht anders angegeben, handelt es sich um Gemälde auf Leinwand. Die Tabelle ist nach Spalten sortierbar (Kopfzeile anklicken).
| Bild               | Titel | Jahr      | Maße           | Sammlung                                                                 | Link                                                   |
| ------------------ | --- | --------- | -------------- | ------------------------------------------------------------------------ | ------------------------------------------------------ |
|                    | Die heilige Casilda                                                                                                   | 1630–1635 | 171 × 107 cm   | Madrid, Museum Thyssen-Bornemisza                                        |                                                        |
|                    | Der Tod des Herkules. Aus einem Gemäldezyklus für Schloss Buen Retiro (zwei Schlachtenbilder und zehn Herkulesszenen) | 1634      | 136 × 167 cm   | Madrid, Museo del Prado                                                  |                                                        |
|                    | Der heilige Lukas, dargestellt als Maler der Kreuzigungsszene                                                         | 1660 ca.  | 105 × 84 cm    | Madrid, Museo del Prado                                                  |                                                        |
|                    | Stillleben | 1650 ca.  | 46 × 84 cm     | Madrid, Museo del Prado                                                  | Stillleben                                             |
|                    | Die hl. Elisabeth von Ungarn (früher „Die heilige Casilda“)                                                           | 1635–1642 | 184 × 90 cm    | Madrid, Museo del Prado                                                  | Die heilige Casilda von Burgos                         |
|                    | Die Vision des Apostels Petrus des hl. Petrus Nolascus                                                                | 1629      | 179 × 223 cm   | Madrid, Museo del Prado                                                  | Die Vision des Apostels Petrus des hl. Petrus Nolascus |
|                    | Verteidigung von Cádiz gegen England                                                                                  | 1634      | 302 × 323 cm   | Madrid, Museo del Prado                                                  | wga.hu                                                 |
|                    | Die heilige Margareta                                                                                                 | 1631      | 194 × 112 cm   | London, National Gallery                                                 | Die heilige Margareta                                  |
|                    | Der hl. Andreas | 1631      | 146,7 × 61 cm  | Budapest, Szépművészeti Múzeum                                           | Der hl. Andreas                                        |
|                    | Die heilige Apollonia                                                                                                 | 1636      | 113 × 66 cm;   | Paris, Louvre                                                            | Die heilige Apollonia                                  |
|                    | Der heilige Bonaventura auf dem Totenbett                                                                             | 1629      | 250 × 225 cm;  | Paris, Louvre                                                            | Der heilige Bonaventura auf dem Totenbett              |
|                    | Die Anbetung der Hirten                                                                                               | 1638–1639 | 261 × 175 cm   | Grenoble, Musée de Grenoble                                              | Die Anbetung der Hirten                                |
|                    | Stillleben mit Zitronen, Orangen und Rosen                                                                            | 1633      | 60 × 107 cm    | Pasadena, Norton Simon Museum                                            | Stillleben                                             |
|                    | Vision des heiligen Alphonsus Rodríguez                                                                               |           |                | Madrid, Real Academia de Bellas Artes de San Fernando                    | Vision des heiligen Alphonsus Rodriguez                |
|                    | Die heilige Agatha | 1630–1633 | 127 × 60 cm    | Montpellier, Musée Fabre                                                 | Agatha                                                 |
| Hz. von Medinaceli | Bildnis des Herzogs von Medinaceli                                                                                    | 1650 ca.  | 110 × 178 cm   | Toledo, Museo Hospital de Tavera                                         | Medinaceli                                             |
|                    | Der hl. Franziskus | 1660 ca.  | 64 × 53 cm     | München, Alte Pinakothek                                                 | Der hl. Franziskus                                     |
|                    | Der hl. Hugo im Refektorium der Kartäuser                                                                             | 1633 ca.  | 102 × 168 cm   | Sevilla, Museo de Bellas Artes                                           | Der hl. Hugo                                           |
|                    | Der hl. Bonaventura im Gebet                                                                                          | 1629 ca.  | 239 × 222 cm;  | Dresden, Staatliche Kunstsammlungen Dresden, Gemäldegalerie Alte Meister |                                                        |
|                    | Hl. Johannes Evangelista                                                                                              | 1633      | 218 × 111,5 cm | Lissabon, Museu Nacional de Arte Antiga                                  |                                                        |